# Youssef Sarraf
Youssef Ibrahim Sarraf (Arabisch: يوسف إبراهيم صراف, Syrisch: ܢܘܣܦ ܐܒܪܗܡ ܨܪܐܦ) (Caïro, 5 oktober 1940 - 31 december 2009) was een Egyptisch Chaldees bisschop.
Sarraf werd in 1964 tot priester gewijd en werd in 1984 Chaldees eparch (bisschop) van Caïro.